# Xã Sherman, Quận Gladwin, Michigan
Xã Sherman (tiếng Anh: Sherman Township) là một xã thuộc quận Gladwin, tiểu bang Michigan, Hoa Kỳ. Năm 2010, dân số của xã này là 1.043 người.